# اوج شتاب جنبش زمین
اوج شتاب جنبش زمین یا اوج شتاب زمین (PGA) برابر با حداکثر شتاب زمین است که در هنگام لرزش زمین‌لرزه در یک مکان رخ داده است. اوج شتاب زمین برابر است با دامنه بزرگ‌ترین شتاب مطلق ثبت‌شده در یک شتاب‌نگار در یک مکان در طول یک زمین‌لرزه خاص.
لرزش زمین‌لرزه به‌طور کلی در هر سه جهت رخ می‌دهد؛ بنابراین، اوج شتاب جنبش زمین اغلب به اجزای افقی و عمودی تقسیم می‌شود. اوج شتاب زمین‌های افقی به‌طور کلی بزرگ‌تر از آنهایی هستند که در جهت عمودی هستند، اما این همیشه درست نیست، به خصوص نزدیک به زمین‌لرزه‌های بزرگ. اوج شتاب جنبش زمین یک پارامتر مهم (همچنین به عنوان اندازه‌گیری شدت شناخته می‌شود) برای مهندسی زمین‌لرزه است، اساس طراحی حرکت زمین‌لرزه اغلب بر پایه اوج شتاب جنبش زمین تعریف می‌شود.